# Hamois
Hamois ist eine Gemeinde in der Provinz Namur im wallonischen Teil Belgiens.
Die Gemeinde besteht aus den Ortsteilen Hamois, Achet, Emptinne, Mohiville, Natoye, Schaltin und Scy.
Auf dem Gemeindegebiet befinden sich eine Reihe historischer Kirchen und Schlösser.

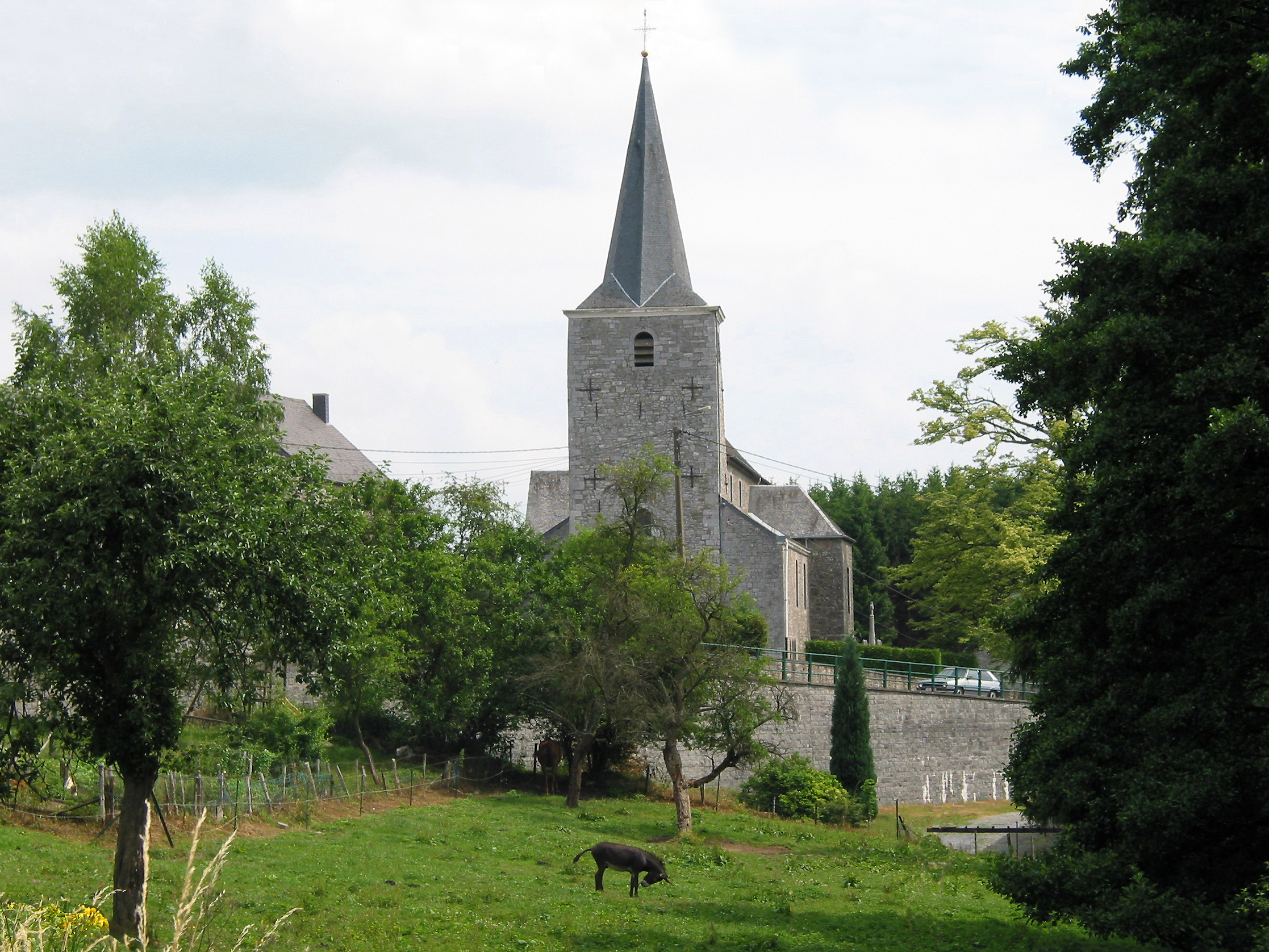
Saint-Pierre d'Hamois
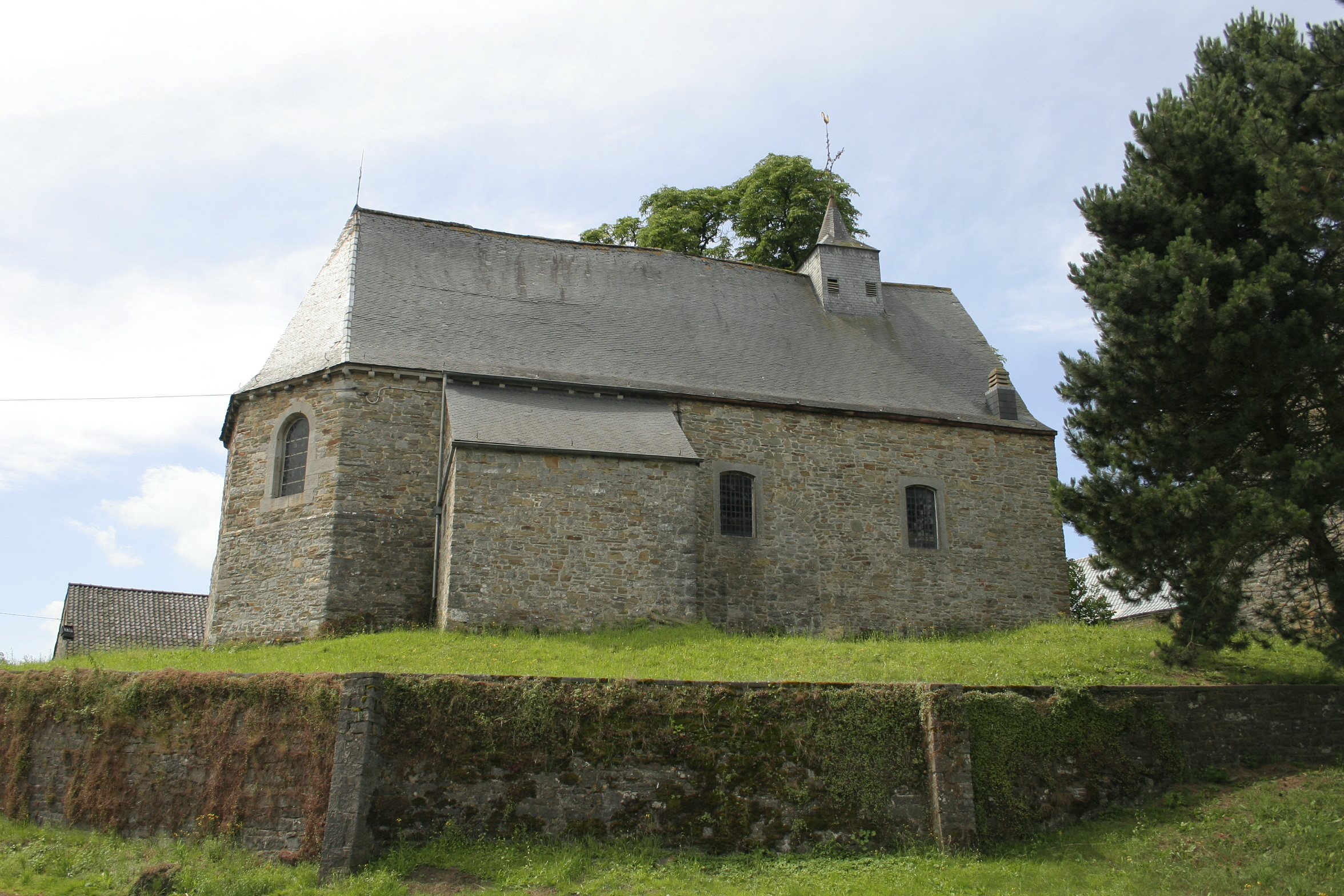
Sainte-Agathe d'Hubinne (13. Jh.)
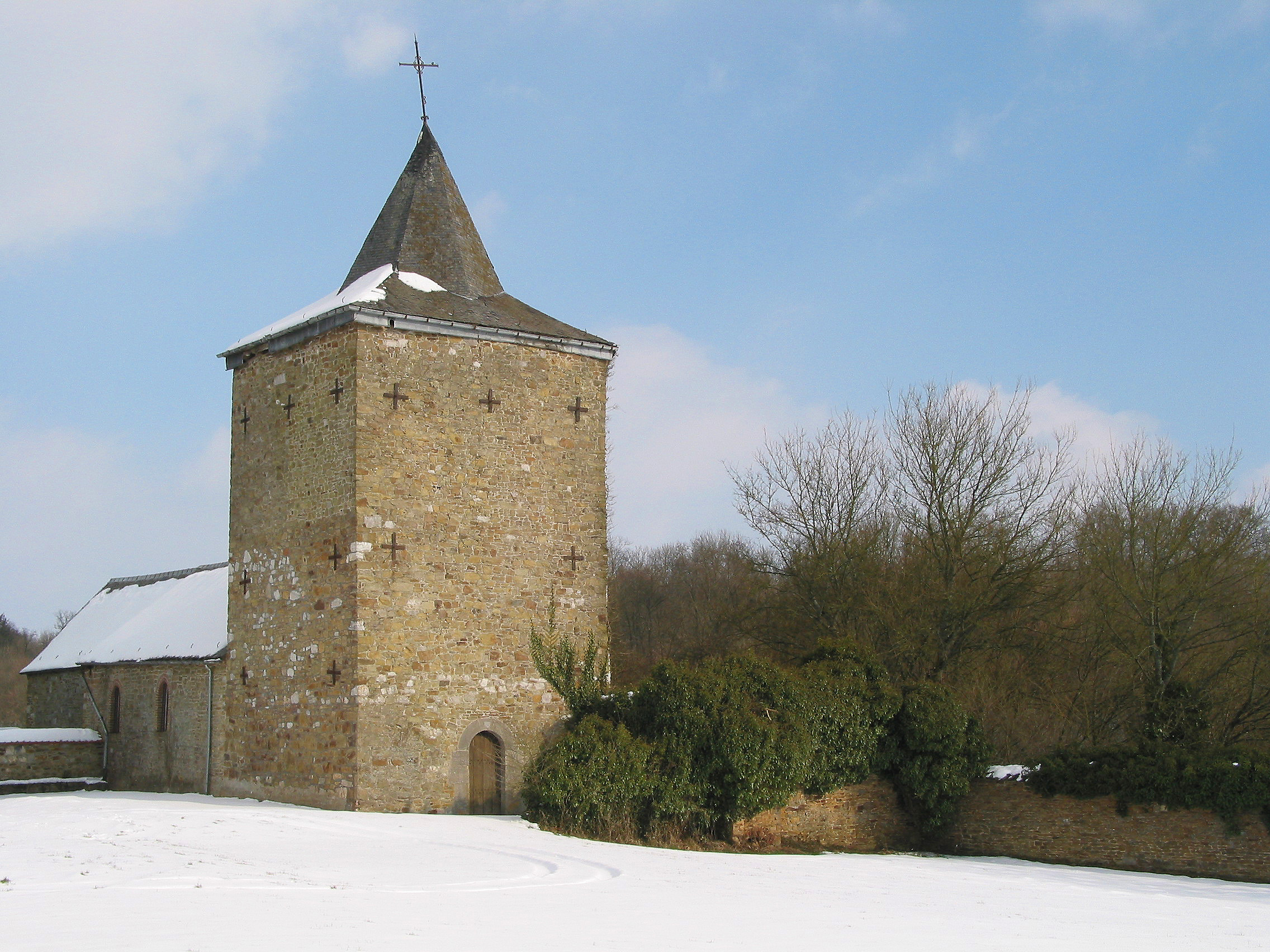
Saint Martin de Skeuvre (11. Jh.)

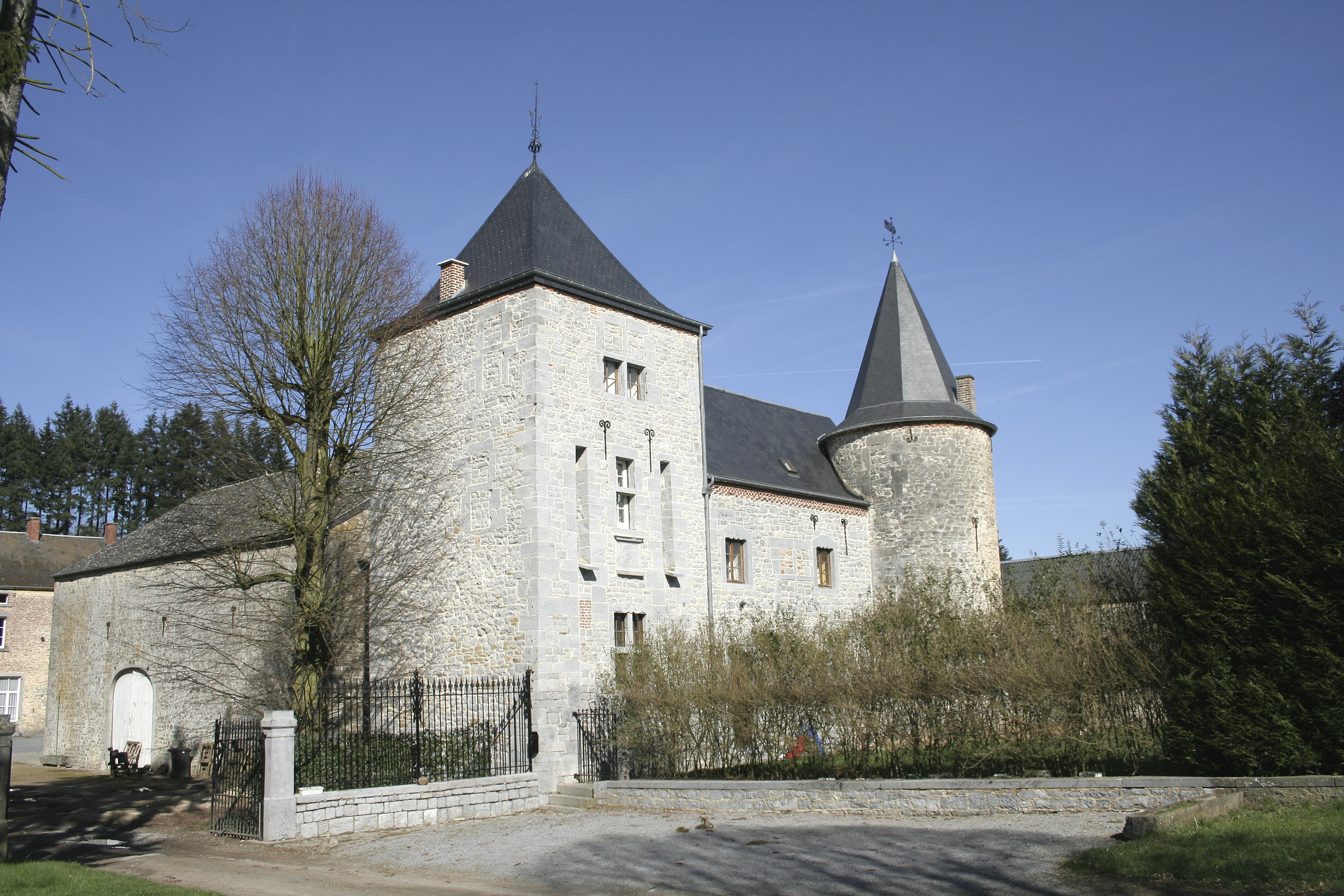
Burg Emptinne (17. Jh.)
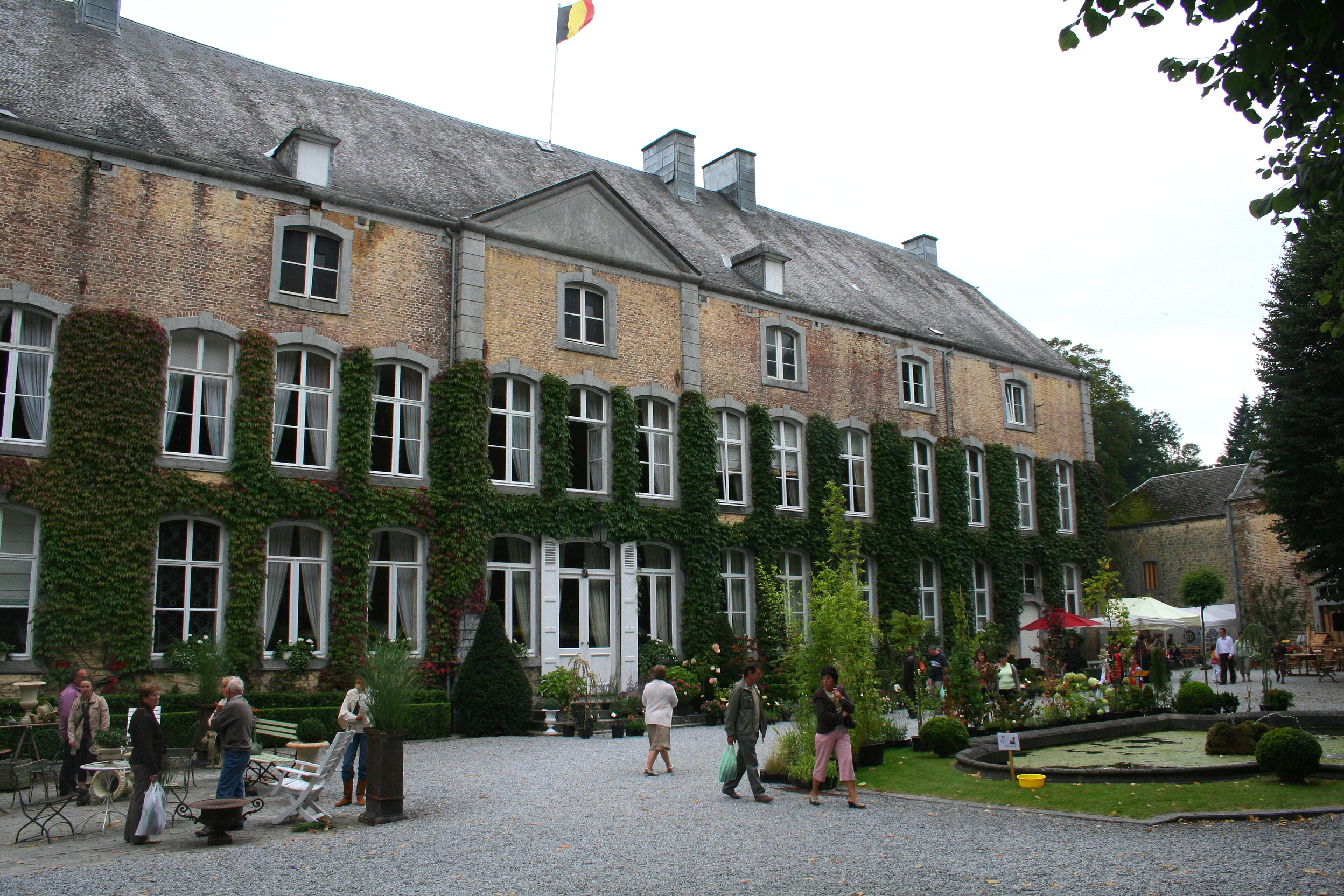
Château de Fontaine, Emptinne (1768)
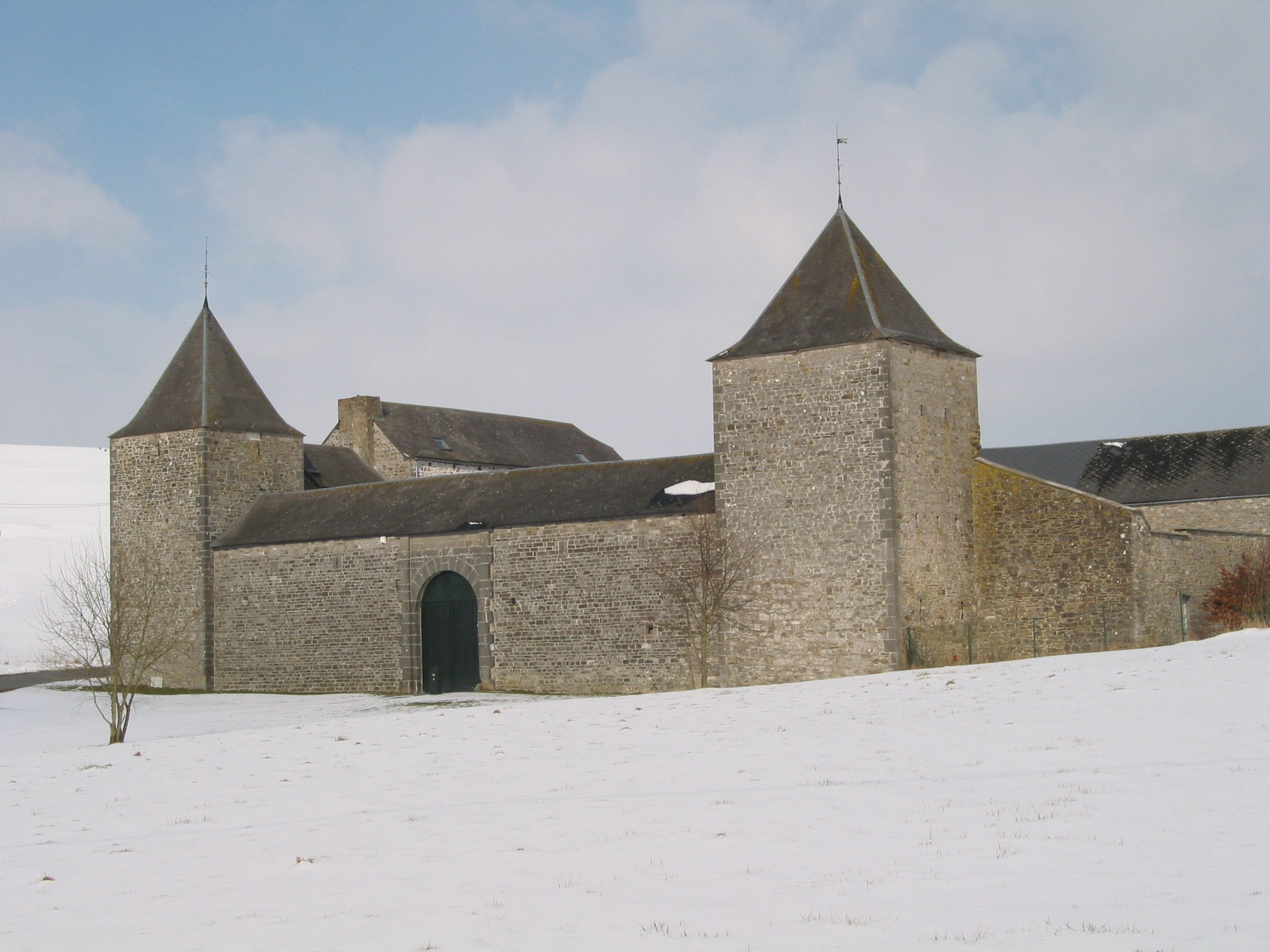
Burghof Natoye
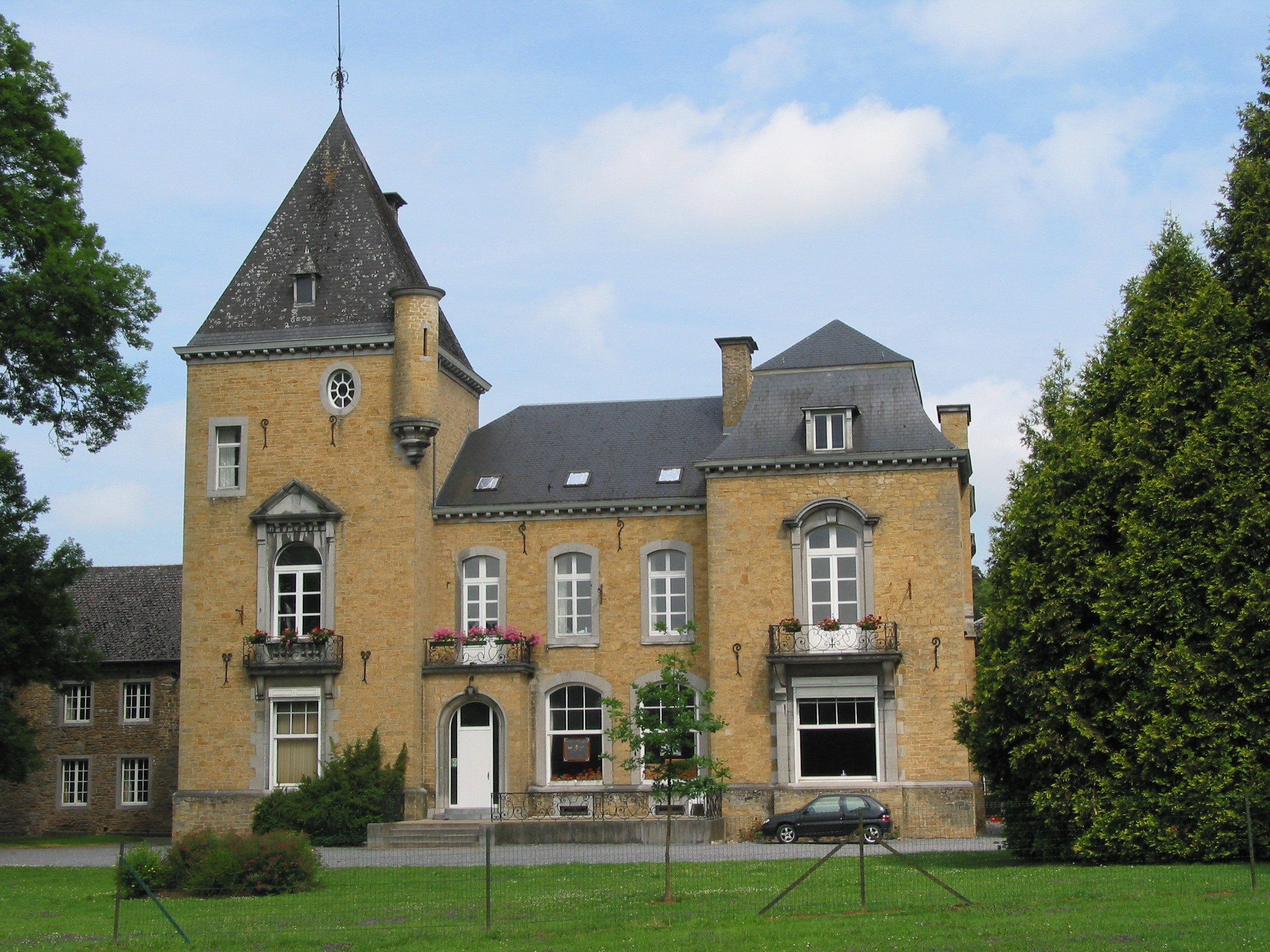
Château de Schaltin
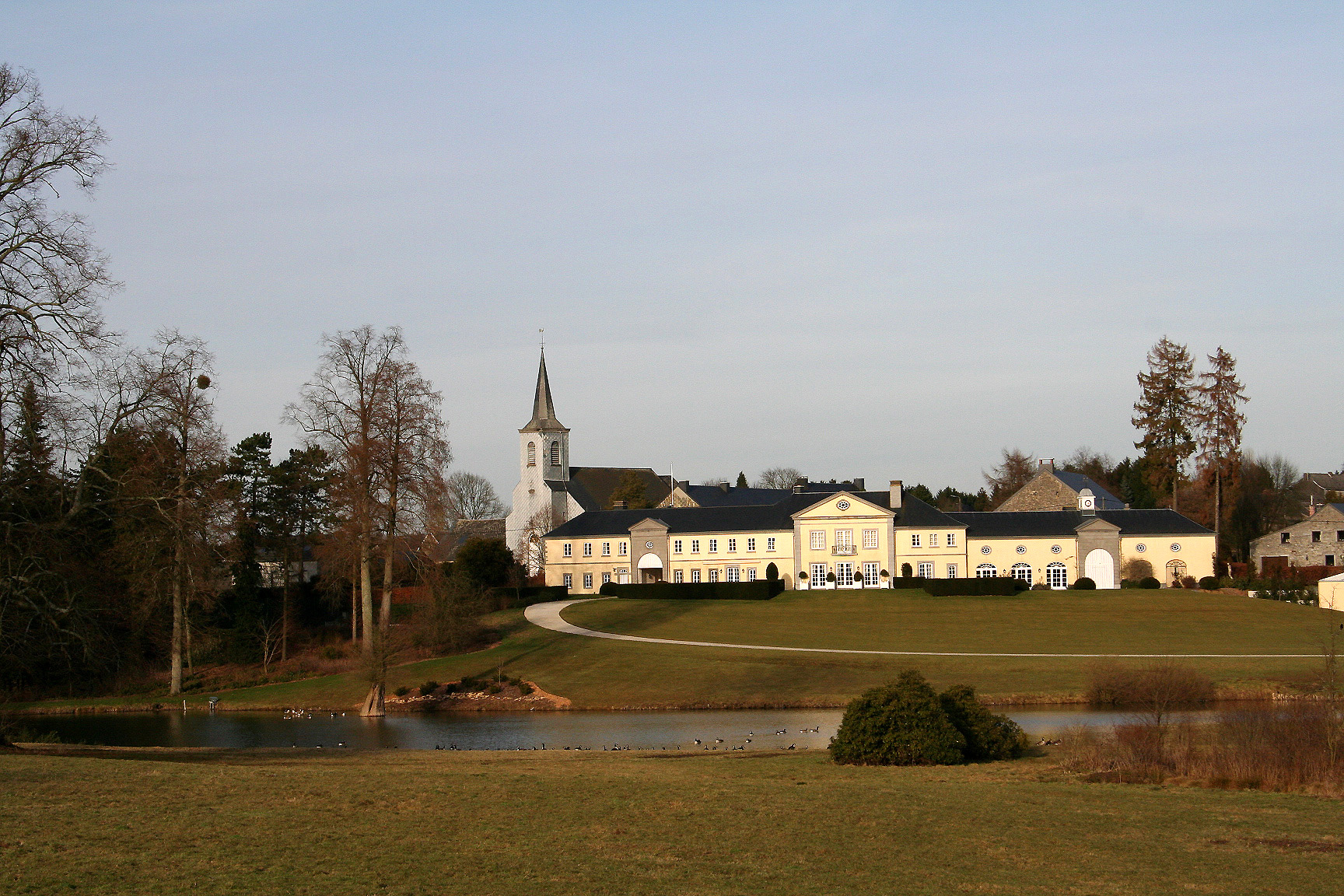
Château de Scy
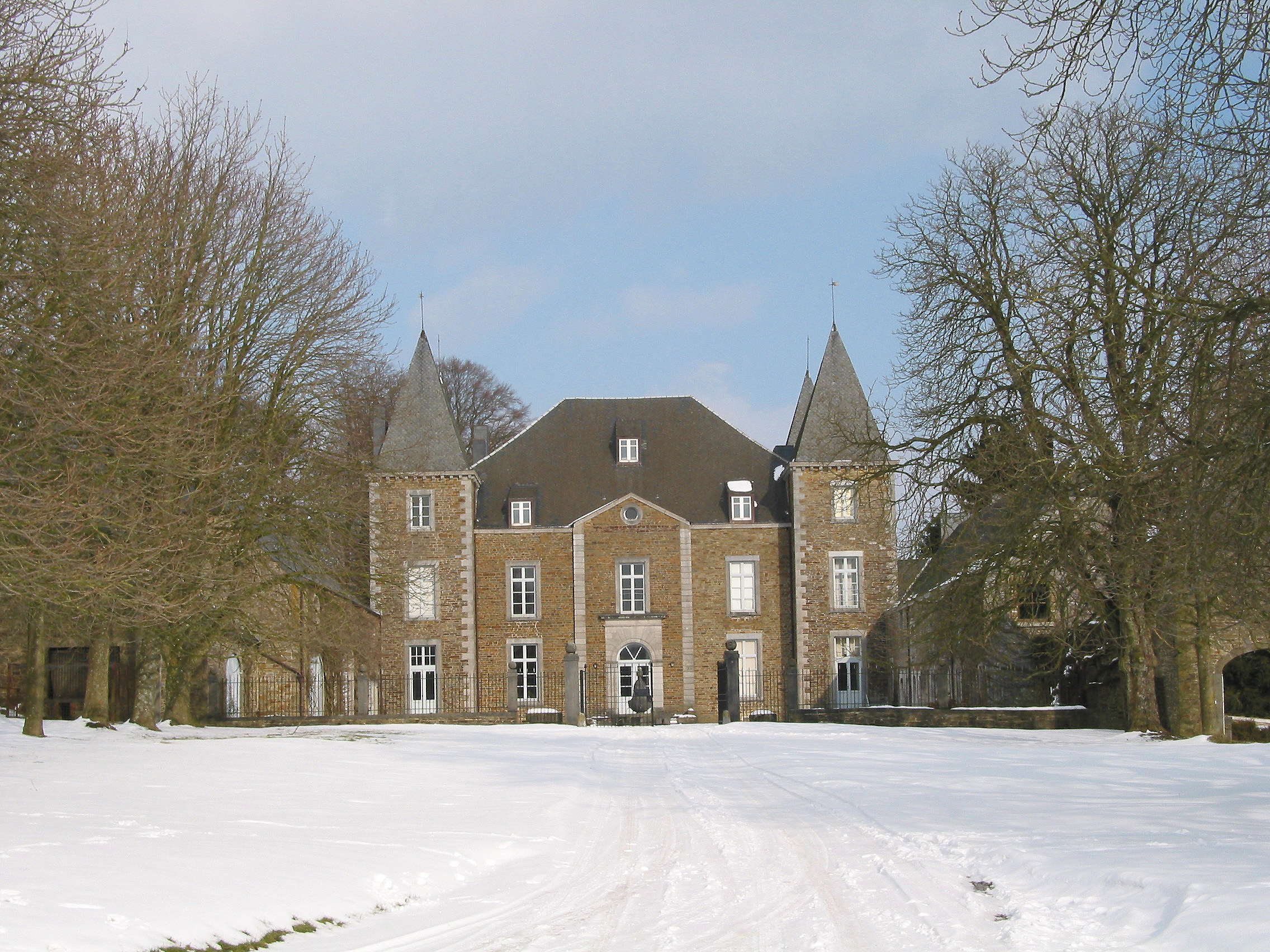
Château de Skeuvre